# Mesochorus prolixus
Mesochorus prolixus là một loài tò vò trong họ Ichneumonidae.